# Natura metuebat ne vinceretur si diutius vixisses
 Natura metuebat ne vinceretur si diutius vixisses  лат. (изговор: натура метуебат не винцеретур си дијуцијус виксисес). Природа се побојала да ће бити побијеђена да си дуже живио.

## Поријекло изреке
Ова изрека је  написана на надгробној плочи у римском Пантенону великом италијанском ренесансном сликару Рафаелу. (петнаести и шеснаести вијек)

## Тумачење
Овај епитаф је похвала Рафаеловом сликарству које се може мијерити са дијелима природе.